# Cerius otagensis
Cerius otagensis este o specie de gândac care nu zboară endemic în Noua Zeelandă. Acesta a fost găsit în doar două locuri din regiunea Central Otago, fiind considerat amenințat critic național cu dispariția în Noua Zeelandă.

## Descoperire
Doar patru exemplare femele au fost colectate, iar masculul speciei rămâne încă necunoscut. Specia a fost descoperită de J.S. Dugdale pe 25 noiembrie 1974 la Gentle Annie Creek, Cheile Kawarau. Trei exemplare au fost colectate de el dintr-un arbust Carmichaelia⁠(d). Pe 27 octombrie 1981, un al patrulea specimen a fost colectat de J.C. Watt la 4 km la nord de Lindis Crossing dintr-un arbust Carmichaelia petriei⁠(d). Aceste observații indică faptul că C. otagensis este probabil asociat cu Carmichaelia.

## Descriere
Această specie a fost descrisă pentru prima dată în 1982 de către B.A. Holloway, iar specimenul holotip este păstrat în Colecția de Artropode a Noii Zeelande la Landcare Research. C. otagensis este un gândac mic, care măsoară între 2,4–2,7 mm în lungime și are o lățime de 1,3-1,4 mm. Capul său este acoperit cu solzi argintii și galbeni, iar corpul său are și el solzi în principal galbeni și argintii, dar cu solzi maro închis printre aceștia. Un specimen a fost disecat și în intestin au fost găsite rămășite de ciuperci, posibil din genul Stigmella, indicând faptul că C. otagensis se hrănește cu acest gen de ciuperci.